# Louis Artan

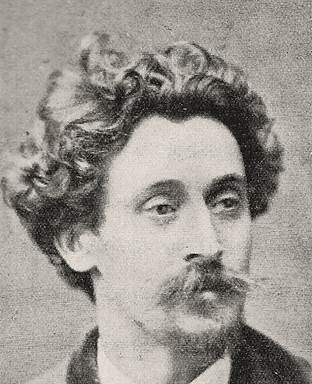
Louis Artan (en la década de 1870)

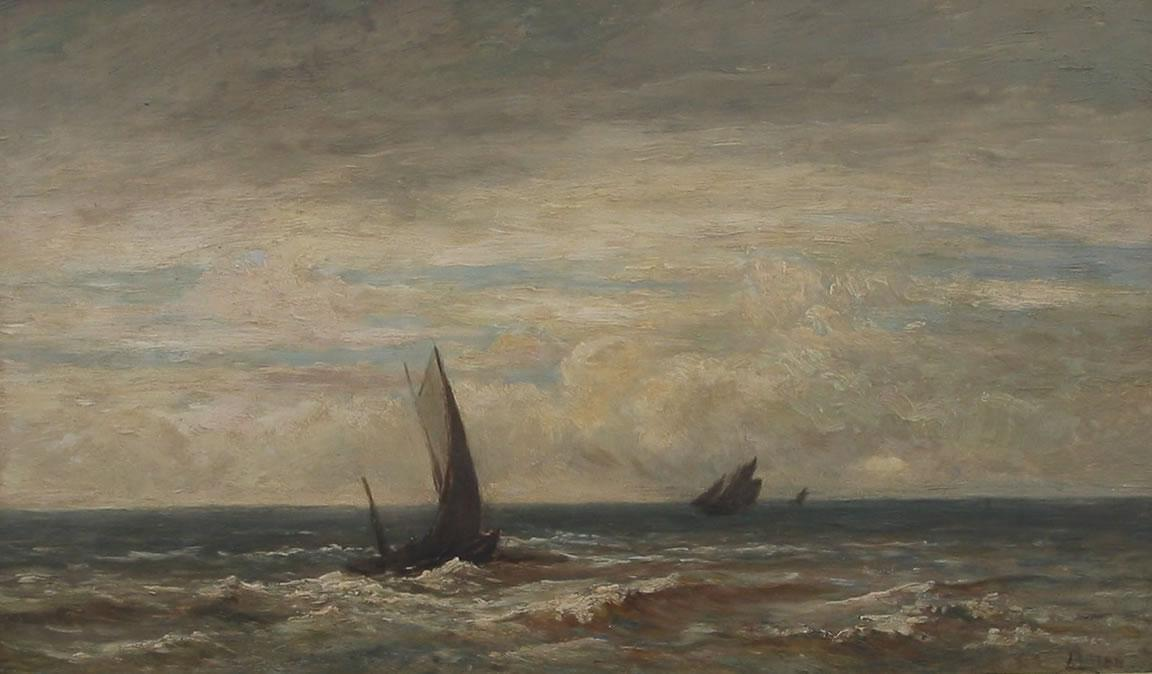
Louis Artan (1837-1890). Barcos en el mar (pintura al óleo, panel).

Louis Victor Antonio Artan de Saint-Martin ( La Haya, 20 de abril de 1837 - Oostduinkerke, 23 de mayo de 1890 ) fue un pintor y grabador holandés.
Artan provenía de una familia noble, con talentos artísticos. Su padre era un oficial superior y ayudante del príncipe Frederik van Oranje-Nassau. Su familia se trasladó a Ixelles (Bélgica) en 1842 y adquirió la nacionalidad belga. Después de la muerte de su padre en el mismo año, Artan vivió alternativamente en Bruselas y Spa.

## Trayectoria

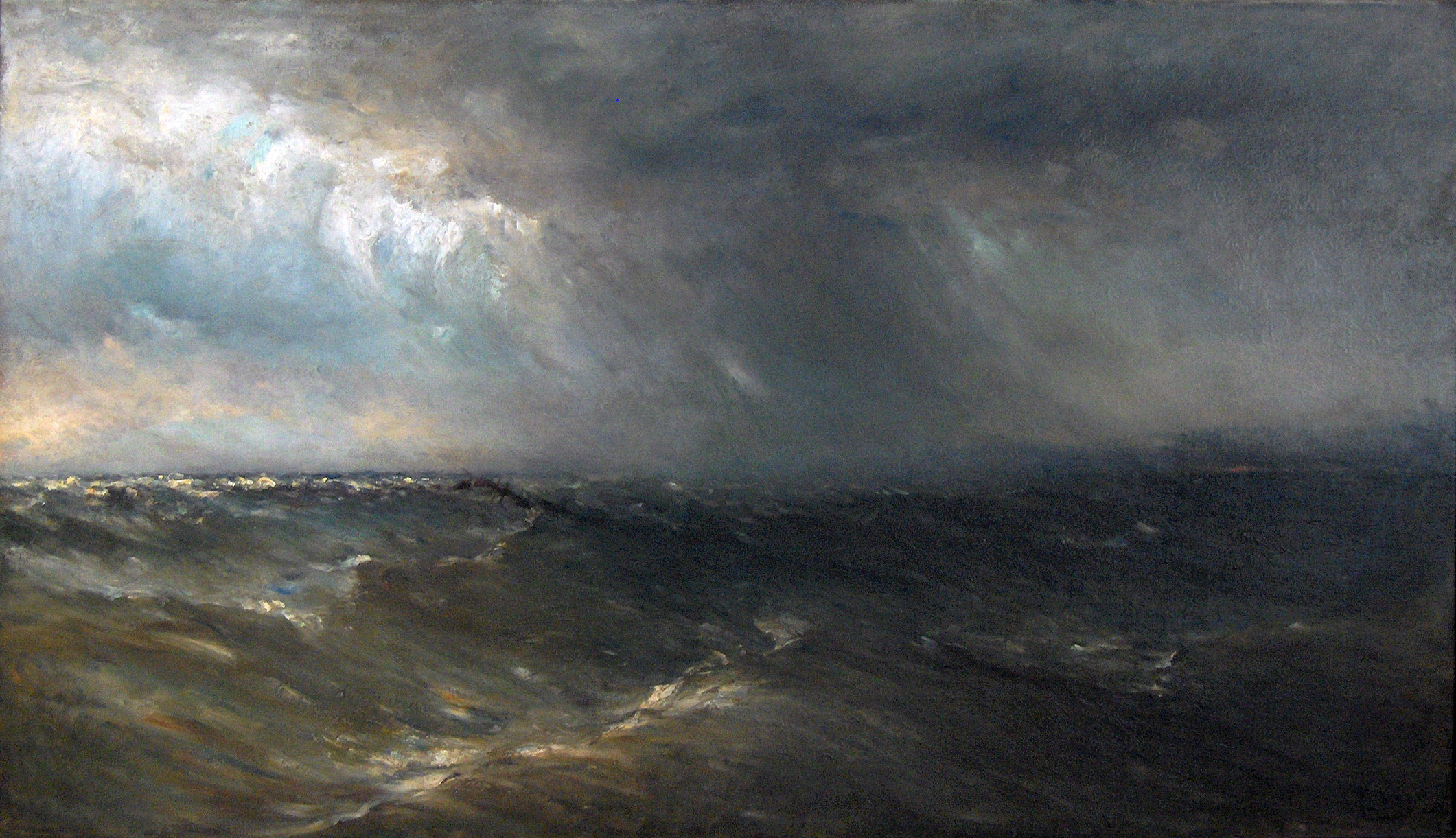
El naufragio (1871)
KMSK Bruselas

Comenzó una formación de militar pero pronto dejó el ejército cuando tenía veinte años. Durante los siguientes seis años viajó por las Ardenas belgas. Realizó numerosos estudios de la naturaleza. Contrariamente a lo que afirman muchos biógrafos, no fue aprendiz de nadie. Sin embargo, conoció a los paisajistas Edouard Delvaux (1806-1862) y Henri-Joseph Marcette (1824-1890). A partir de 1858 pasó los inviernos en París. Pintó a orillas del Sena, en las cercanías de Fontainebleau y en Barbizon, donde conoció a los pintores franceses Gustave Courbet y Camille Corot.También tuvo la influencia del pintor marino francés Eugène Boudin.

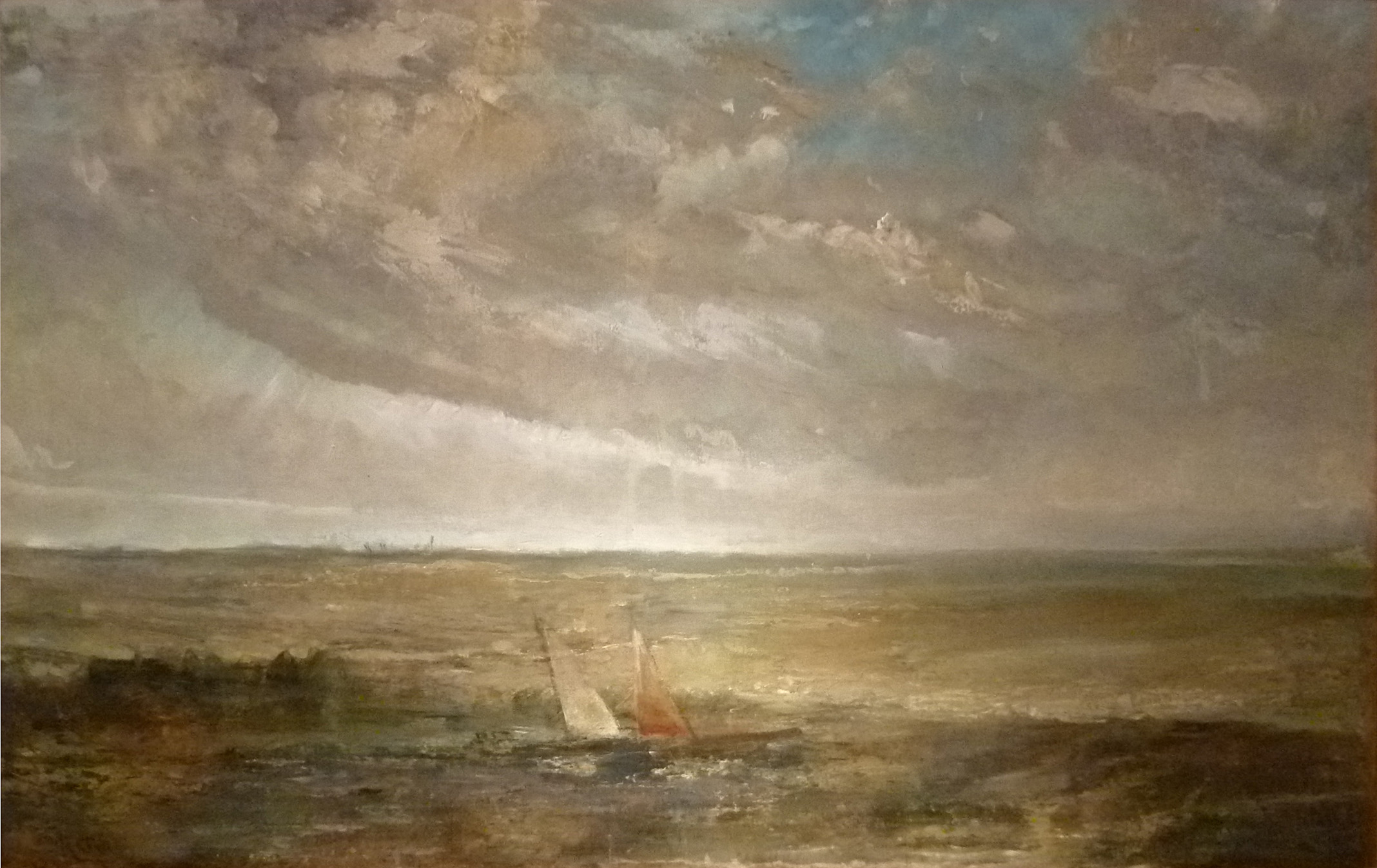
Louis Artan - Marina

Regresó a Spa en 1860. En 1861 se casó con Elisabeth Gavage y se instaló de nuevo en Ixelles. Allí, en 1863, conoció a Louis Dubois, un acérrimo defensor del realismo. A través de este contacto entró en relación con el paisajista Hippolyte Boulanger, quien lo llevó al Bosque de Sonian en Tervuren. En ese período pintó varios paisajes en estilo realista y con una sutil atención a los colores, también en Genk.
En Holanda pintó en Breskens, Vlissingen y Terneuzen. Debido a un revés económico perdió su fortuna en 1864 y se vio obligado a hacer de la pintura su profesión. Ese año ganó un concurso organizado por el Cercle Artistique et Littéraire junto con Henri Van der Hecht.
Tenía una mente inquieta y exploró la Bretaña (1867-1868), las costas belga y francesa del Mar del Norte. En la época bretona se hizo patente su preferencia por retratar el mar en todas sus vertientes. Lo hizo con sutileza, retratando la luminosidad del conjunto a través de todo tipo de tonos de azul y gris, atenuados por la luz del sol, oculto tras las nubes. Después se quedó un tiempo en Blankenberge y desde allí vagó por las costas del Mar del Norte, el Canal o por las orillas del Escalda.

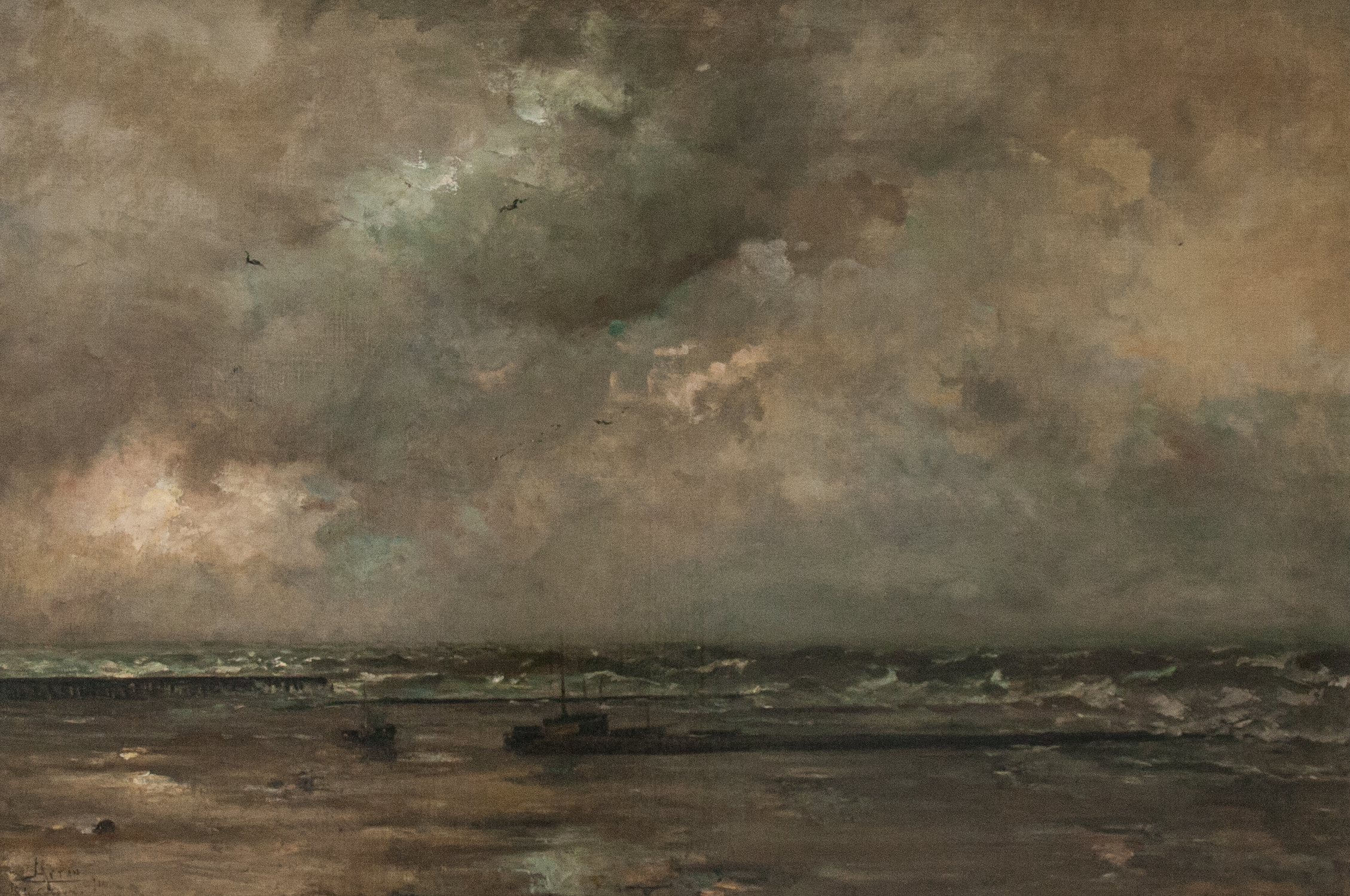
Louis Artan de Saint Martin - The North Sea at Blankenberge

En 1868 cofundó la Société Libre des Beaux-Arts. La asociación defendió el realismo y luchó contra la omnipotencia de la Academia y los Salones. Su portavoz fue la revista L'Art libre (1871-1872), fundada en 1871. Los miembros fundadores fueron, junto con Artan, Théodore Baron, Charles de Groux, Louis Dubois, Constantin Meunier, E. Smits, C. Van Camp, Alfred Verwee, Jean-Baptiste Robie. Courbet era miembro honorario.
En 1869 cofundó la Société Internationale des Aquafortistes, que era una iniciativa de Félicien Rops.
En el período 1869-1872 fue regularmente a Heist y aún más a menudo a Blankenberge.
Durante los años 1873-1874 permaneció en Amberes. Frecuentaba los círculos de Isidore Meyers, Jan-Baptist Stobbaerts, Henri De Braekeleer, Adrien-Joseph Heymans y Florent Crabeels, pintores progresistas que estaban en conflicto con pintores de orientación académica como Nicaise De Keyser, directora de la academia de arte de Amberes. 
Junto con Théodore Baron, puede ser considerado como un vínculo entre los paisajistas de la Escuela de Tervuren, la Escuela Kalmthoutse y la Escuela Dendermonde.
En 1875 compartió estudio en París con Félicien Rops. Se instaló temporalmente en Berck-sur-Mer en el norte de Francia y allí realizó algunos de sus mejores lienzos.
A partir de 1880 cambió a un estilo impresionista con contornos desvaídos y tonos más oscuros. Quedó fascinado por los aspectos fugaces del entorno y se convirtió en un pintor de luces y sombras.
En 1881 fue nombrado caballero de la Orden de Leopoldo junto con Théodore Baron, Bouvier, Alphonse Asselberghs y Adrien-Joseph Heymans.
Ganó una medalla de oro en la Exposición de Ámsterdam en 1883.

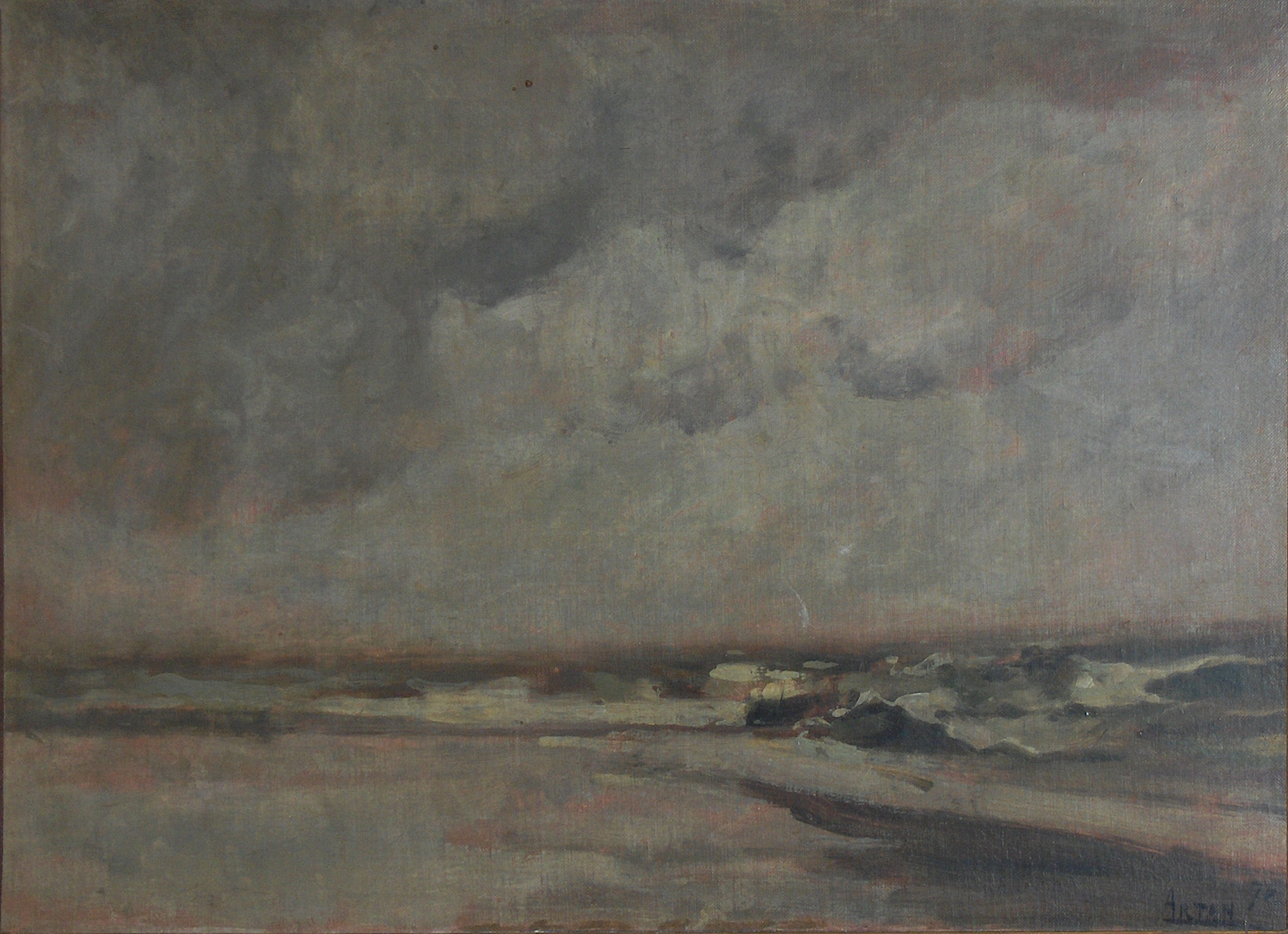
Louis Artan - Oleaje

Pasó los últimos años de su vida en De Panne. Se instaló en un antiguo cobertizo de aduanas, que utilizó como estudio y lo representó en Mon atelier à La Panne, que se considera una de sus obras maestras (anteriormente en el MSK Ghent, pero ahora destruida).
Louis Artan murió de gripe a la edad de 53 años en Nieuwpoort-bad (entonces parte de Oostduinkerke). Fue enterrado en Oostduinkerke bajo una lápida diseñada por Victor Horta. La lápida no se inauguró hasta 1895. Charles Van der Stappen y Alfred Verwee, entre otros hicieron una colecta para este fin..
En el momento de su muerte, había alrededor de 70 lienzos, bocetos, estudios y dibujos en su estudio.
También sabemos que tuvo dos alumnos: Alexandre Marcette y André Joseph Toussaint.

## Obra
Fue considerado por sus contemporáneos como uno de los mejores pintores belgas de marinas. Fue un faro en el movimiento realista de la segunda mitad del siglo XIX y allanó el camino para el impresionismo flamenco, con un uso innovador del color y la atmósfera. Junto con Hippolyte Boulanger y Guillaume Vogels, es considerado uno de los mejores paisajistas belgas de la segunda mitad del siglo XIX.
Invitado varias veces a los Salons des XX, es el gran renovador de la pintura marina. Realista convencido, se limitó al Mar del Norte que le era familiar y que estudiaba todos los días. Le apasionan los efectos dramáticos y las condiciones atmosféricas excepcionales.
Al igual que los otros miembros de la Escuela de Tervueren, su pintura, realizada mediante un generoso empleo de pigmentos, esparcidos en abundantes capas o en grandes masas hábilmente distribuidas y luego trabajadas con espátula, da a los cuadros una apariencia de amplitud e inmediatez.
Hay obras suyas en los museos de Amberes, Bruselas, Ixelles, Gante, Lieja, Kortrijk, Ostende. También hay numerosas obras en colecciones privadas.